# Spilomyia saltuum
Spilomyia saltuum är en tvåvingeart som först beskrevs av Fabricius 1794.  Spilomyia saltuum ingår i släktet trädblomflugor, och familjen blomflugor.
Artens utbredningsområde är Italien. Inga underarter finns listade i Catalogue of Life.